# Lorenzo Orsetti
Lorenzo Orsetti (13 de febrero de 1986-18 de marzo de 2019) apodado Orso también conocido por su nombre de guerra Tekoşer Piling, fue un anarcocomunista y antifascista italiano nacido en Florencia que combatió en las Unidades de Protección Popular (YPG) en la guerra civil siria contra el Estado Islámico.

## Historia
Fue chef y sommelier oficio por el cual trabajó en diferentes restaurantes de Florencia.
Cuando estaba en Florencia se empezó a interesar en el conflicto kurdo, la lucha de los kurdos contra el Estado Islámico y la revolución de Rojava, fue ahí cuando conoció a Paolo Andolina, un anarquista y activista pro-kurdo que luchó contra el Estado Islámico en las filas de las YPG Internacional.
En septiembre de 2017 viajó rumbo a Siria donde recibió entrenamiento militar por parte de las Unidades de Protección Popular (YPG). Una vez en Siria entabló amistad con varios voluntarios antifascistas italianos que se encontraban allí luchando junto a los kurdos.
Allí también conoció a varios militantes comunistas y anarquistas llegados de varias partes del mundo pero especialmente de Turquía y se involucró con ellos. Lorenzo estuvo vinculado con el batallón anarquista IRPGF fundado a mediados de 2017.
Luego de finalizar su entrenamiento militar en la Academia Internacional de las YPG se unió a las filas del TKP/ML TIKKO un partido de tendencia marxista-leninista turco miembro de la Brigada Internacional de Liberación que combate junto a las YPG en Siria. Luego, a inicios de 2018, combatió contra el Ejército turco y los yihadistas del Ejército Libre Sirio (ELS) apoyados por los turcos en la batalla de Afrin ya siendo parte de la unidad anarquista Tekoşîna Anarşîst (en español: Lucha Anarquista, TA por sus siglas en kurdo)

## Muerte
Lorenzo cayó en combate la mañana del lunes 18 de marzo de 2019 en la localidad siria de Baghuz. Se encontraba en la región de Deir ez-Zor luchando contra el último bastión del Estado Islámico en Siria en la batalla de Baghuz Fawqani. Lorenzo estaba adjunto en una unidad árabe con la cual realizaba tareas en el frente cuando él y sus compañeros fueron emboscados por yihadistas del ISIS y asesinados. Su muerte fue anunciada por al-Farqun, un medio afín al Estado Islámico. Su muerte fue confirmada por miembros de Tekoşîna Anarşîst, su unidad.
Al anunciar su muerte en combate, sus compañeros compartieron su última voluntad en la cual Lorenzo explica las razones y motivos ideológicos por los cuales tomó la decisión de viajar a Siria, a su vez las YPG publicaron un videotestamento en el que Lorenzo explicaba allí también sus razones por las que se encontraba allí, una de ellas su ideal anarquista.
La noticia de su muerte conmocionó a la opinión pública en Italia, Lorenzo fue catalogado como «héroe» por varios medios y personalidades de Italia, mientras que otros se destacaron a criticar la «hipocresía italiana» frente a los voluntarios internacionales que se unen a los kurdos y al regresar al país itálico son procesados judicialmente. Su cuerpo fue repatriado días después hacia Florencia su ciudad natal, Lorenzo fue reivindicado por varias organizaciones y medios anarquistas y de izquierda como la Federazione Anarchica Italiana entre otras.